# Parafia Błogosławionych 108 Męczenników w Powierciu

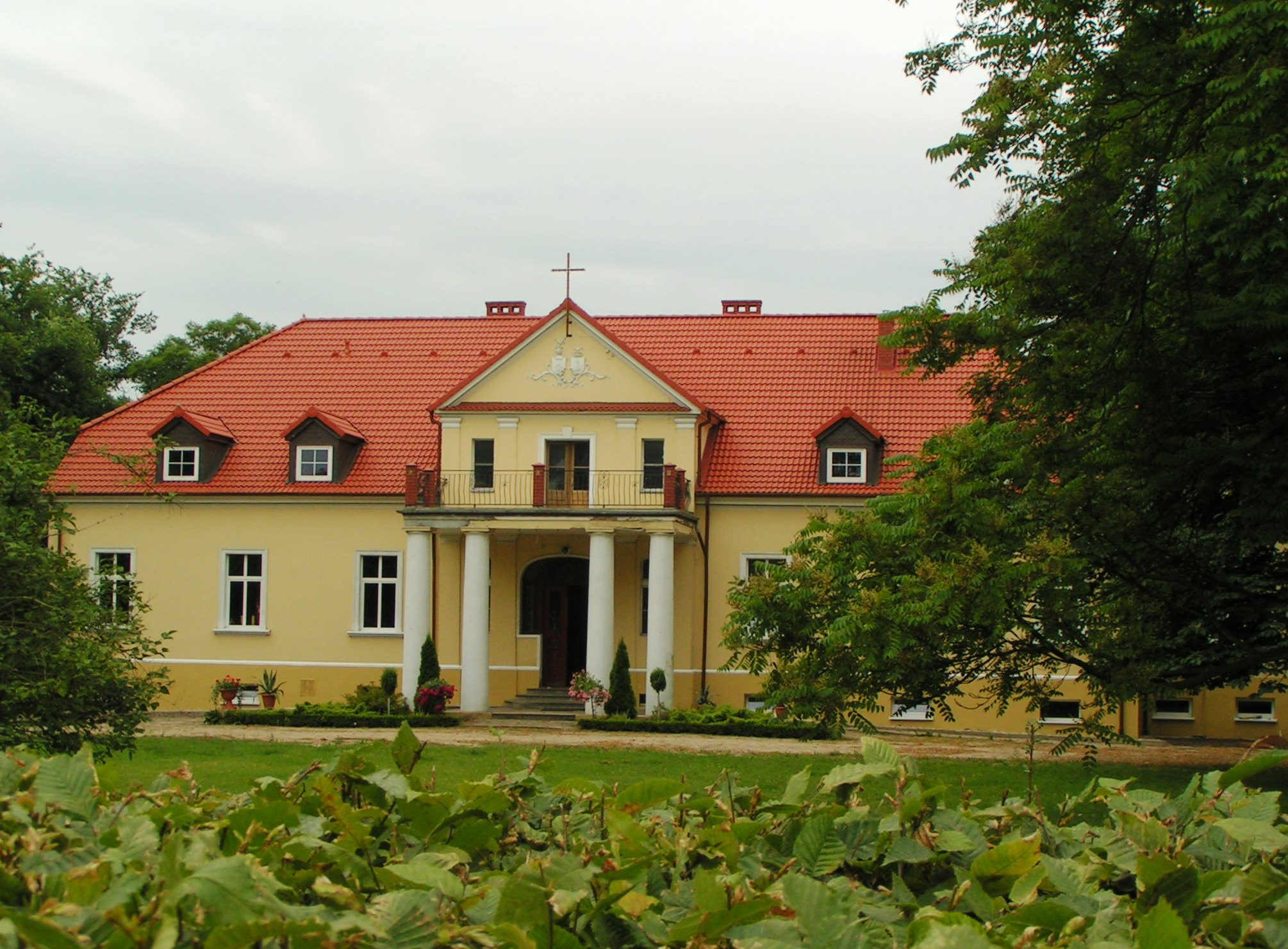
Pałac z 1924 r. pełniący funkcję kościoła parafialnego do 2021 r.

Parafia Błogosławionych 108 Męczenników w Powierciu – rzymskokatolicka parafia położona w południowej części gminy Koło. Administracyjnie należy do dekanatu kolskiego (diecezja włocławska). Zamieszkuje ją 1765 wiernych.

## Duszpasterze
- proboszcz: ks. Radosław Kobiela (od 2010)

## Kościoły
- kościół parafialny: Kościół bł. 108 Męczenników w Powierciu

## Historia
Parafia Błogosławionych 108 Męczenników w Powierciu została erygowana 20 czerwca 1999 przez ordynariusza diecezji włocławskiej Bronisława Dembowskiego. Powstała z fragmentów parafii Wniebowzięcia Najświętszej Maryi Panny w Grzegorzewie i Podwyższenia Krzyża Świętego w Kole. Była 256. parafią erygowaną w ówczesnych granicach diecezji. Pierwszym proboszczem mianowany został ks. Mirosław Łaciński, dotychczasowy wikariusz parafii Grzegorzew.
2 lutego 2000 nastąpiła zmiana granic parafii – wyłączono z niej fragment miasta Koła (ul. Żeromskiego i ul. Łąkowa) i ponownie przyłączono do parafii Podwyższenia Krzyża Świętego w Kole. 
Do 2003 w celach duszpasterskich zaadaptowano dawny dworek szlachecki, w którym urządzono kaplicę i plebanię. Następnie przystosowano pomieszczenie na zakrystię oraz wykonano wiele prac dostosowujących budynek do wymogów liturgicznych. 
9 listopada 2015 biskup włocławski Wiesław Mering dokonał poświęcenia placu pod budowę kościoła parafialnego, który znajduje się po północnej stronie drogi wojewódzkiej nr 473. 12 czerwca 2017 ten biskup wmurował kamień węgielny w miejscu budowy świątyni. Od 20 marca 2021 nabożeństwa są sprawowane w kościele parafialnym.
28 września 2024 odbyło się poświęcenie kościoła parafialnego pod wezwaniem Błogosławionych 108 Męczenników, którego dokonał biskup włocławski Krzysztof Wętkowski w obecności biskupów seniorów Wiesława Meringa i Stanisława Gębickiego.
Parafia nie posiada własnego cmentarza – korzysta z cmentarza komunalnego w Leśnicy, administracyjnie położonego na terenie parafii Wniebowzięcia Najświętszej Maryi Panny w Grzegorzewie.

## Informacje ogólne
W skład granic administracyjnych parafii wchodzą:
- gmina Koło
  - Budy Przybyłowskie
  - Powiercie
  - Powiercie-Kolonia
  - Skobielice
  - Zawadka
- miasto Koło
  - osiedle Płaszczyzna
    - ulice: Brylantowa, Bursztynowa, Dąbska (fragment), Diamentowa, Koralowa, Kryształowa, Opalowa, Perłowa, Rubinowa, Szafirowa, Szmaragdowa.

Placówki edukacyjne znajdujące się w granicach administracyjnych parafii:
- Powiercie
  - Zespół Szkół im. Orła Białego
  - Zespół Szkół Centrum Kształcenia Rolniczego

## Duszpasterstwo
- spis proboszczów:
  - ks. Mirosław Jan Łaciński (1999-2010)[3]
  - ks. Radosław Kobiela (od 2010)[4]

Odpust parafialny:
- 12 czerwca - wspomnienie 108 błogosławionych męczenników II wojny światowej